# Claude-Charles de Peyssonnel
Claude-Charles de Peyssonnel, născut la Marsilia în iulie 1727 și decedat la Paris în mai 1790, este un diplomat și scriitor francez.

## Biografie
În 1748 a mers să se alăture tatălui său, Charles de Peyssonnel , care tocmai fusese numit consul al Franței la Smirna și care a deținut acest post până la moartea sa în 1757. Claude-Charles de Peyssonnel a fost succesiv consul al Franței în Crimeea în 1753, în Chania în 1757, apoi în Smirna în 1763. În 1782, s-a retras și s-a stabilit la Paris, unde a publicat mai multe cărți hrănite de observațiile pe care le făcuse de aproape 35 de ani în Imperiul Otoman.
Cea mai cunoscută lucrare a sa, prima pe care a scris-o la întoarcerea în Franța, constă într-o serie de 57 de texte satirice intitulate Numéros , dintre care a publicat în 1785 o versiune prescurtată sub titlul L’Anti-radoteur, sau Micul filosof modern. 